# Ruth Fuller Sasaki
Ruth Fuller Sasaki (31 octobre 1892 – 24 octobre 1967), née Ruth Fuller, est une pionnière et une figure marquante du développement du bouddhisme (en particulier du bouddhisme rinzai) aux États-Unis. En 1930, au cours d'un séjour au Japon, alors qu'elle s’appelait Ruth Fuller Everett (de par son premier mariage), elle rencontre Daisetz Teitaro Suzuki, auprès de qui elle va étudier. En 1938, elle devient l'une des chevilles ouvrières de la Société bouddhiste d'Amérique —qui deviendra plus tard le First Zen Institute of America (en)), à New York. En 1944, elle épouse le fondateur de cet organe, le moine zen rinzai Sokei-an Sasaki (en), qui décède l'année suivante. En 1949, elle se rend à Kyoto afin de trouver un roshi qui vienne vivre et enseigner à New York, dans le but de continuer les traductions de textes clés du Zen et poursuivre sa propre formation zen. De retour aux États-Unis, elle continue à pratiquer des dokusan (c'est-à-dire des entretiens avec le maître) avec Gotō Zuigan (1879-1965), un moine rinzai qui joua un rôle important dans le développement du zen aux États-Unis au début du XXe siècle,.
Fuller Sasaki passera à Kyoto la plus grande partie de sa vie et elle sera, en 1958, la première étrangère —de surcroît une Occidentale et une femme— à devenir prêtre d'un temple zen Rinzai et qui plus est prêtre d'un des temples du Daitoku-ji, Elle relève cependant qu'elle n’exerça pas les fonctions habituelles de prêtre parce que, dit-elle, « j’étais une étrangère, une femme sans formation sur les procédures du temple et qu'il allait me falloir encore de nombreuses années pour continuer le travail de diffusion du zen en Occident. »
Ruth Fuller Sasaki a joué un rôle déterminant dans la traduction en anglais de nombreux textes zen. L'une de ses plus importantes contributions reste Zen dust; The history of the koan and koan study in Rinzai (« Poussière Zen. L'histoire du koan et de son étude dans le zen Rinzai »), publié en 1966 par son propre institut appelé Premier Institut Zen. En 2006, Gary Snyder disait de Fuller Sasaki que « ses écrits des années soixante étaient en avance sur leur temps et qu'ils restent corrects et pertinents. »

## Biographie

### Jeunesse et intérêt pour les religions orientales
Ruth Fuller est née et a grandi à Chicago, dans un milieu aisé. Elle vit sa jeunesse dans un tourbillon de vie sociale et culturelle. C'est une très bonne musicienne, et en 1913, elle travaille le piano avec un grand soliste en Suisse pendant plusieurs mois, puis étudie le français et l'allemand en Europe avec des professeurs privés pendant un an et demi. En 1917, elle épouse Edward Warren Everett, un avocat qui a vingt ans de plus qu'elle. Fin 1918, le couple a une fille, Eleanor qui, de 1938 à 1948, sera l'épouse de l'écrivain et philosophe zen Alan Watts. Durant les années 1920, Ruth Fuller ressent une sorte de manque et se tourne vers les philosophies orientales, en particulier l'hindouisme et le bouddhisme. De 1927 à 1929, elle étudie donc le pâli et le sanskrit ainsi que la philosophie indienne à l'Université de Chicago, tout en assistant à des conférences sur le bouddhisme.
En 1923-24, Ruth et Eleanor se rendent au Clarkstown Country Club de Nyack, dans l'État de New York, pour se reposer et se soigner. Ce complexe était dirigé par Pierre Bernard, à la fois homme d'affaires, yogi et mystique, dont le centre proposait une formation pour adultes en yoga ainsi qu'en philosophie orientale et religions.

### Premiers voyages en Asie
En 1930, au cours d'un séjour de trois mois en famille en Asie (Japon, Corée, Chine et Mandchourie), Ruth rencontre Daisetz T. Suzuki, qui avait publié en 1927 la première série de ses Essais sur le bouddhisme zen, et qui était lui-même marié à une Américaine. Suzuki l'initie à la méditation et lui conseille de revenir au Japon pour un séjour prolongé auprès d'un maître, meilleure façon selon lui d'étudier le Zen. Bientôt de retour aux États-Unis, elle continue à méditer durant un an et demi, seule, tout en entretenant une correspondance avec Suzuki. En 1932, elle retourne au Japon, cette fois seule, où elle arrive le 1er avril. Suzuki la présente à Nanshinken Roshi (Kono Mukai), moine du monastère zen Rinzai du Nanzen-ji à Kyoto, dont elle deviendra la disciple. Au début, elle s'assoit dans le petit temple privé du roshi, car elle n'est pas autorisée à entrer dans le zendo. Six jours sur sept, elle se leve à 5 heures du matin, pratique zazen jusqu'à 7 heures, prend son petit-déjeuner, va au Nanzen-ji pour y faire zazen toute la journée, rentre chez elle pour le dîner et un bain et là, reprend zazen jusqu'à minuit. Nanshinken lui a donné un koan, et Suzuki fonctionne comme interprète entre le roshi et son élève. Après un mois de ce régime, elle commence à s'asseoir dans le zendo avec les moines, d'abord récalcitrants mais qui l'acceptent bientôt pleinement. Ce même été, elle retourne aux États-Unis. Des décennies plus tard, elle décrira ces mois à Nanzen-ji comme « la meilleure période de [s]a vie ». 

### Le zendo de Ryosen-an
À Ryosen-an, un sous-temple situé dans la partie nord de l'enceinte du Daitoku-ji, Ruth Fuller Sasaki avait installé un zendo de taille réduite mais fort beau, le Zuiun-ken, qui pouvait accueillir une quinzaine de personnes. Seuls les Occidentaux y pratiquaient le zazen —on n'y trouvait aucun Japonais : installés sur une plate-forme surélevée et assis sur un zafu, les méditants faisaient zazen pendant deux périodes d'une trentaine de minutes, entrecoupées d'une méditation marchée dans le zendo, appelée kinhin. Après quatre zazen (soit environ deux heures), les pratiquants chantaient des soutras, puis retournaient chez eux. Chaque été, le zendo était plein. Beaucoup d'Occidentaux ont appris à pratiquer le zazen dans ce zendo.

### Dernières années
Fuller-Sasaki a continué à se donner sans compter pour mener à bien le plus de projets possible, et cela jusque dans ses dernières années, ne tenant pas compte de sa santé qui s'était alors détériorée. C'est ainsi qu'elle est tombée d'épuisement au cours d'un voyage en Europe où elle était venue négocier avec des éditeurs européens. Et c'est à Ryosen-an qu'elle est décédée d'une crise cardiaque, le 24 octobre 1967.

## Traductions et recherches
Au début des années 1960, elle réunit et dirige une petite équipe de chercheurs, (dont la plupart des membres collaborent à temps partiel)  dans le but d'étudier et de traduire des textes du zen, sous sa direction et sous la bannière du premier Institut Zen d'Amérique au Japon (Nichibei Daiichi Zen Kyokai), fondé en 1957 . Les quartiers de Fuller-Sasaki se trouvent à Ryosen-an, un des sous-temples de l'ensemble du Daitoku-ji. L'un des principaux projets de l'équipe consistait à traduire le Rinzai-roku (les Entretiens de Lin-tsi), un texte classique qui regroupe les aphorismes du fondateur de l'école Rinzai. Fuller Sasaki avait initialement prévu d'utiliser des traductions faites par son défunt mari, Sokei-an, et enregistrées par ses étudiants à New York, mais les chercheurs trouvèrent ces travaux insatisfaisants.
L'équipe était aussi dirigée par Iriya Yoshitaka (1910–1999), considéré comme la principale autorité mondiale dans le domaine du chinois dialectal des dynasties Tang et Song. Il avait enseigné à l'Université de Kyoto avant de devenir directeur du département de littérature chinoise à l'Université de Nagoya.
Le professeur d'anglais Kanaseki Hisao (1918–1996) faisait aussi partie de cette équipe, aux côtés de Yanagida Seizan, qui enseignait à l'Université de Kyoto et fut plus tard recteur de l'Université Hanazono  et qui était, selon un autre membre de l'équipe, le professeur Philip Yampolsky, « reconnu comme le plus grand érudit du bouddhisme zen en Chine et au Japon » .
Outre Yampolsky, deux autres Américains faisaient partie du groupe : Burton Watson et Gary Snyder —Sasaki avait parrainé le premier voyage de Snyder au Japon. Ils furent également rejoints par Walter Nowick, pianiste et membre du First Zen Institute, pour travailler sur les Entretiens de Lin-tsi. Entre 1959 et 1963, l'Institut a aussi publié plusieurs brochures en anglais sur le zen afin de le présenter au public américain.
Le groupe traverse cependant une vive crise en août 1961, quand Fuller Sasaki licencie Yampolsky, qu'elle a accuse d'avoir volé la traduction du Rinzai-roku réalisée par l'équipe pour la publier sous son nom, ce qui entraînera la démission de Watson et Snyder en signe de protestation,,. On peut voir dans cet épisode le point culminant de la tension grandissante dans le groupe, tension qui était due à la confrontation entre le style autoritaire de Fuller-Sasaki et l'autorité scientifique des membres de l'équipe,. Les trois savants japonais ont cependant continué à travailler sur Zen Dust pour elle. Cet ouvrage a finalement été publié en 1966, d'abord au Japon, puis aux États-Unis l'année suivante. Il avait été précédé en 1965 par The Zen Koan : its history and use in Rinzai Zen (« Le koan zen: son histoire et son utilisation dans le zen Rinzai »), une édition abrégée de Zen dust (156 p. contre 574 p.). The Record of Rinzai («  Les entretiens de Rinzai (Lin-tsi)  ») a été finalement été publié en 1975, après la mort de Fuller Sasaki, sous le titre The Record of Lin-chi, mais sans les notes d'Iriya ni l'introduction de Yanagida.

## Publications
- Miura, Isshu, Ruth Fuller-Sasaki, Zen dust; the history of the koan and koan study in Rinzai (Lin-chi) Zen, First Zen Institute of America in Japan, 1966.
- Miura, Isshu; Sasaki, Ruth Fuller-Sasaki, The Zen Koan: Its History and Use in Rinzai Zen, Harcourt, Brace & World, 1965.
- Ruth Fuller-Sasaki; Iriya, Yoshitaka; Dana, Fraser, The Recorded Sayings of Layman P'Ang: a Ninth-Century Zen Classic, Weatherhill, 1971.
- Ruth Fuller-Sasaki, The Record Lin-chi, Institute for Zen Studies, 1975.